# Zinksalbe
Zinksalbe wird seit langer Zeit zur Wundbehandlung eingesetzt. Ihre Wirksamkeit beruht zum größten Teil auf der schwach antiseptischen (desinfizierenden), adstringierenden, sorptiven und wundheilungsfördernden Wirkung des darin enthaltenen Zinkoxids. Sie wird vor allem auf nässenden oder juckenden wunden Hautstellen und Schrunden verwendet, aber nicht auf dem Wundrand oder in offenen, tiefen dermalen Wunden. Zur direkten Wundbehandlung ist sie aus mehreren Gründen wenig geeignet, da sie die Wundheilung stört, die Wunde austrocknet und schwer entfernbare Beläge hinterlässt.
Insgesamt ist der medizinische Nutzen lokal verwendeter Zinksalben bisher nicht hinreichend gesichert. Zinksalben finden Anwendung bei chronischen Hautausschlägen, Flechten, Akne und Verbrennungen.

## Zusammensetzung und physikalische Eigenschaften

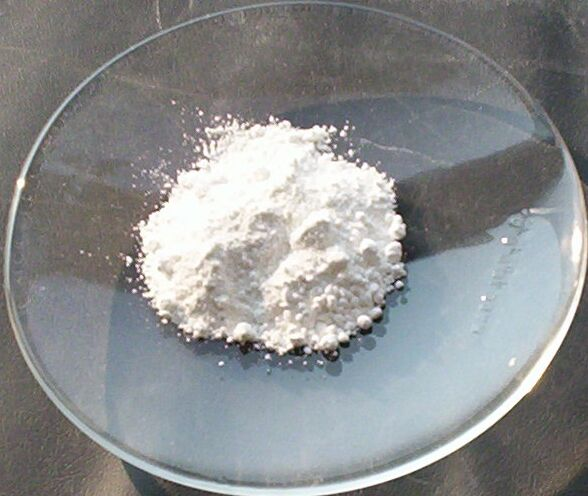
Das wasserunlösliche Zinkoxid wird in die Salbengrundlage eingearbeitet

Die im Deutschen Arzneibuch (DAB) beschriebene Zinksalbe (Zinci unguentum, früher auch Unguentum Zinci oxidati) besteht aus 10 Teilen Zinkoxid und 90 Teilen Wollwachsalkoholsalbe. Sie weist eine weiße Farbe und bei Raumtemperatur weiche Konsistenz auf. Technologisch handelt es sich um eine Suspensionssalbe, wobei die Zinkoxidteilchen feinverteilt in der Salbengrundlage vorliegen. Manche Zinksalben enthalten zusätzlich Lebertran. Das im Lebertran vorkommende Vitamin A ist für den Aufbau und die Funktion epithelialer Gewebe nötig.

## Pharmakologische Eigenschaften
Zink ist im Zusammenhang mit der Wundheilung eines der bedeutsamsten Spurenelemente und Bestandteil vieler am Abheilungsprozess beteiligter Enzyme. Ein Zinkdefizit kann sich daher wundheilungsstörend auswirken.
Beim Kontakt mit Wund- und Hautsekreten bildet Zinkoxid lösliche Zinksalze, von denen die antiseptische und adstringierende Wirkung ausgeht. Ob aus lokal angewendeten Zinkoxidzubereitungen Zinkionen austreten und die intakte Haut penetrieren können, ist stark umstritten; dennoch werden entsprechende Produkte zur Anwendung auf Wunden produziert. Bei herabgesetzter Barrierefunktion (geschädigte Haut, offenen Wunden) kann, laut Herstellerangabe, das Ausmaß der Zinkresorption deutlich erhöht sein: so konnte lt. Packungsbeilage eines Produktes (Zinksalbe Lichtenstein) im Versuch an Ratten mit Hautverletzungen eine bis zu 50-fach erhöhte Resorption beobachtet werden. Wenn bei einem Wundpatienten ein Zinkmangel festgestellt wird, ist diesem jedoch deutlich sinnvoller durch eine systemische Zinkgabe, z. B. durch die Verabreichung von 10–20 mg elementarem Zinks zu begegnen. Als Bestandteil einer ausgewogenen Ernährung ist Zink zudem in Fleisch, Milch- und Vollkornprodukten enthalten.
Überdosierungen und Intoxikationen nach Anwendung von Zinksalben sind bislang nicht bekannt geworden. Die ätzende Wirkung von Zinkchlorid ist jedoch ein bekanntes Risiko. Von einem breit angelegten Einsatz von Zink in der Wunde wird abgeraten und dieser sollte auf Ausnahmefälle beschränkt bleiben.

## Varianten
Als Varianten der Zinksalbe können Zinkpaste, weiche Zinkpaste und Zinkcreme angesehen werden.
Pasten sind halbfeste Zubereitungen mit einem hohen Feststoffanteil. So weist etwa die Zinkpaste nach Arzneibuch einen Zinkoxidanteil von 25 % auf. Übrige Bestandteile sind Weizenstärke und weiße Vaseline (DAB 12) oder aber Talk und gelbe Vaseline (Österreichisches Arzneibuch). Zinkpaste hat eine festere Konsistenz als Zinksalbe; sie wirkt abdeckend-schützend, aufsaugend, und zieht nicht in die Haut ein. Sie wird zur Vorbeugung und Behandlung von Windeldermatitis eingesetzt. Der Pastenfilm schützt hier die Haut vor Kot, den darin enthaltenen Verdauungsenzymen und Urin. Auch Schweiß auf der Haut wird durch die aufsaugenden Eigenschaften des enthaltenen Zinkoxids aufgenommen. Zinkpaste kann auch bei nässenden Hauterkrankungen wie zum Beispiel Herpes simplex oder Herpes Zoster eingesetzt werden. Kommerzielle Präparate können noch höhere Zinkoxidgehalte aufweisen.
Die Weiche Zinkpaste (DAB) enthält 30 % Zinkoxid. Ihre weiche, gut streichfähige Konsistenz kommt durch einen Anteil von 40 % dickflüssigem Paraffin zustande, die übrigen Bestandteile sind weiße Vaseline und gebleichtes Wachs.
Zinkcremes enthalten das Zinkoxid in einer Cremegrundlage und sind somit wasserhaltig. In die Wasserphase lassen sich wasserlösliche Wirkstoffe einarbeiten, auch sind Cremes oft leichter von der Haut abwaschbar.